# Puerto fluvial de Alar del Rey

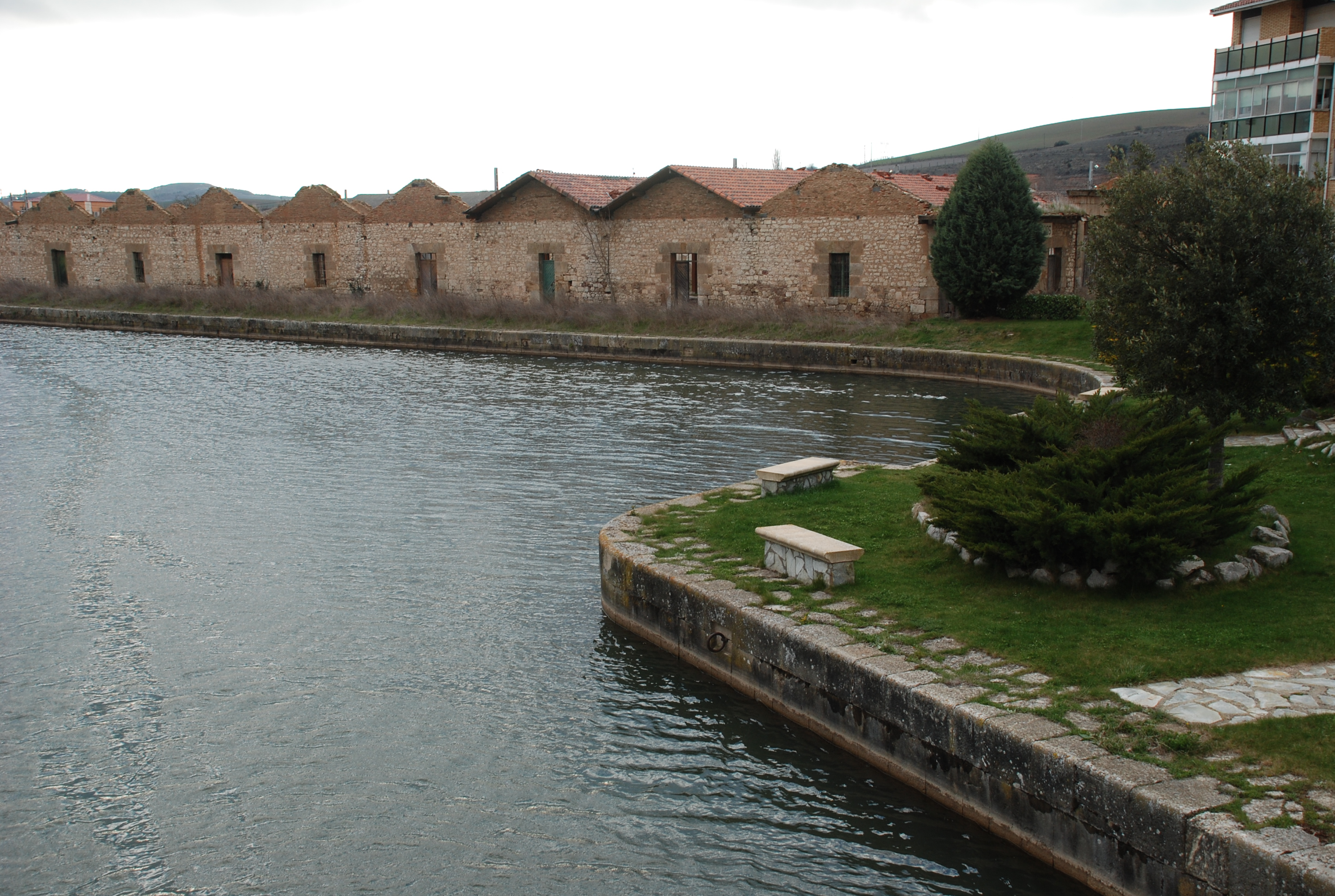
Vista de la dársena y almacenes en el puerto fluvial de Alar del Rey,

El puerto de Alar del Rey es un puerto fluvial próximo al nacimiento del Canal de Castilla en la localidad palentina de Alar del Rey.
El puerto fue creado en el siglo XVIII como nacedero del canal. 
Tiene las siguientes instalaciones anexas: 
- Muelle viejo.
- Pasarela.
- Retención 1ª.
- Cárcel de penados.
- Cuadras.
- Viviendas.
- Almacenes.

Los almacenes datan del siglo XIX. A finales del siglo XX, éstos fueron desprovisotos de su cubierta original para intentar crear una especie de mini-centro de interpretación, pero por falta de presupuesto se paralizaron las obras, quedando todo el conjunto desprovisto de protección, si bien se ha retomado el proyecto en el año 2009. Su estado propició la inclusión del mismo en la Lista roja de patrimonio en peligro, si bien actualmente se está actuando para su puesta en valor.

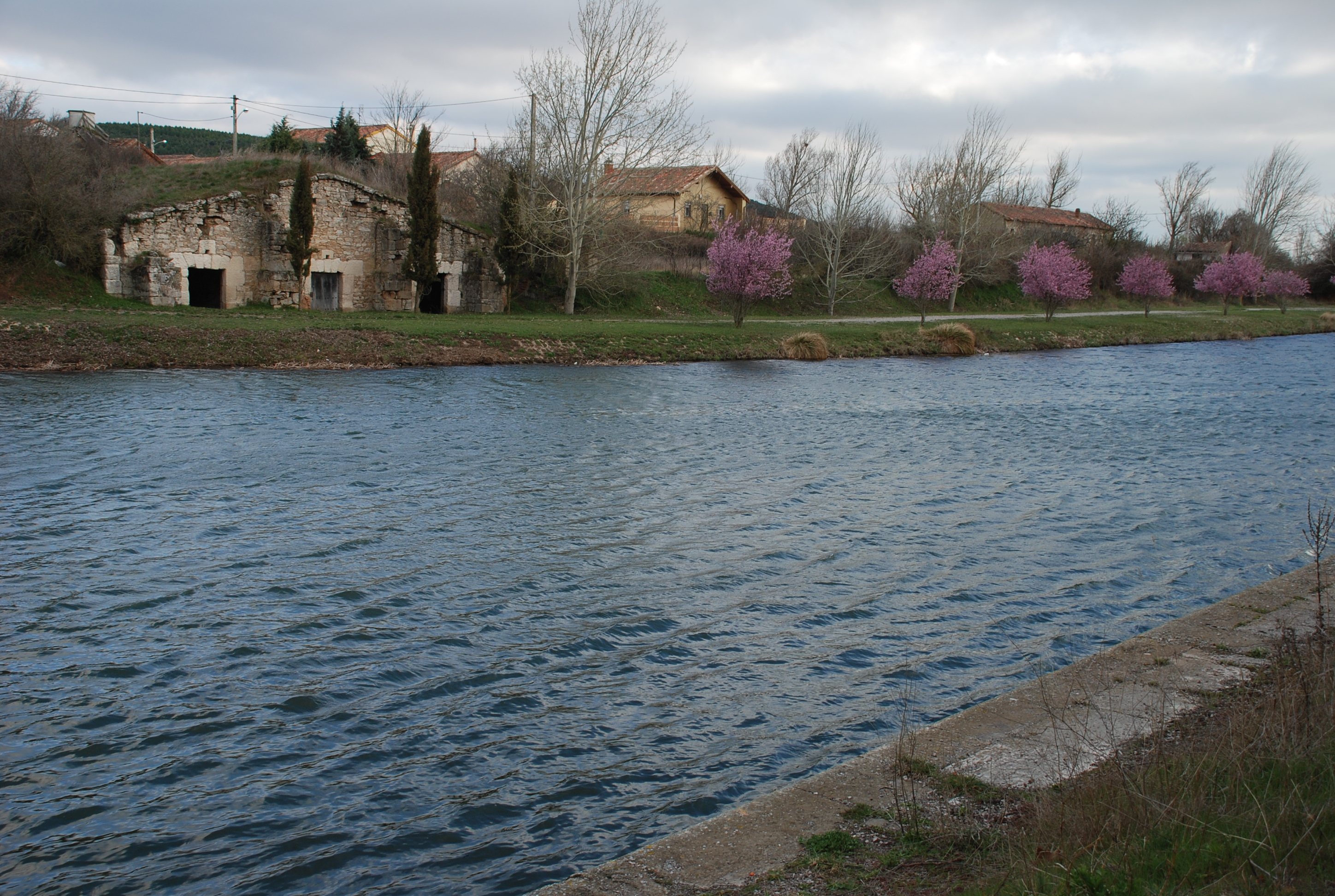
Cárcel del puerto fluvial de Alar del Rey,